# Maiorga Ramirez
Maiorga Ramirez Erro (Tafalla, 20 de julio de 1976) es un político español de ideología nacionalista vasca. Líder de Eusko Alkartasuna (EA) en Navarra durante varios años, también formó parte de la mesa del Parlamento de Navarra en representación de Euskal Herria Bildu.

## Biografía
Licenciado en Filosofía por la Universidad del País Vasco, cursó un doctorado en Ética y Filosofía Política en la UNED. Se afilió a Eusko Alkartasuna (EA) en 1995. Inició su andadura política como miembro de la ejecutiva de su organización juvenil Gazte Abertzaleak, impulsado por su conciencia antimilitarista y su oposición al ejército, lo que le valió una condena por insumisión de seis meses de cárcel y 12 de inhabilitación.
En el año 2000 fue nombrado secretario de organización de EA en Navarra y miembro de la ejecutiva nacional, siendo desde 2004 el presidente de la formación en Navarra. Desde 2003 es miembro del Parlamento de Navarra, y también fue concejal en el Ayuntamiento de Tafalla, primero por EA y luego por Nafarroa Bai. Posteriormente encabezó la lista de Bildu en las elecciones al Parlamento de Navarra de 2011, y en 2015 fue elegido secretario primero de la mesa del Parlamento por Euskal Herria Bildu.
En 2017 disputó el cargo de secretario general de EA a Pello Urizar, quien finalmente volvió a salir elegido por un ajustado margen. Desde entonces lidera el sector crítico de la formación, respaldado por su fundador Carlos Garaikoetxea, que se opone a que EA se diluya dentro de Euskal Herria Bildu.
En 2019 presentó su candidatura a las primarias para liderar Eusko Alkartasuna, con más de 400 avales, pero fue apartado de este proceso por lo que empezó un recorrido judicial.
Debido a su enfrentamiento con la dirección de EA, en 2022 fue suspendido de militancia durante cuatro años. Tras recurrir a los tribunales de justicia, la Audiencia Provincial de Álava anuló la expulsión.
En 2023 comenzó a impartir diversas asignaturas como profesor en el instituto público de Tafalla Sancho III El Mayor con plaza fija en dicho centro. Anteriormente ya había ejercido como profesor en el instituto de Salvatierra. 
En 2024 publicó su primera novela, El ujier.
En 2025 la justicia falló a favor de Maiorga Ramirez, obligando a la dirección de EA a activar el proceso interno de elección de una nueva directiva.